# Idaea bicertaria
Idaea bicertaria là một loài bướm đêm trong họ Geometridae.